# إيمان الغربي
إيمان الغربي، ممثلة مغربية تعيش في السعودية. بدأت مشوارها الفني عام 2014، وشاركت في عدة مسلسلات مثل عندما يزهر الخريف والبيت الكبير وشير شات وغيرها.

## أعمالها

### من المسلسلات
| سنه الإنتاج | المسلسل                        | بمشاركة                                                                        |
| ----------- | ------------------------------ | ------------------------------------------------------------------------------ |
| 2014        | عندما يزهر الخريف 1 (مسلسل)    | محمد الحجي، غزلان ناصر، يامور                                                  |
| 2015        | عندما يزهر الخريف 2 (مسلسل)    | باسمة حمادة، محمد الحجي، يامور                                                 |
| 2016        | البيت الكبير                   | حسن عسيري، مريم حسين ديما بياعة                                                |
| 2017        | ظل الحلم                       | تركي اليوسف، هيفاء حسين، محمد الطويان                                          |
| 2018        | شير شات                        | فايز المالكي، حسن عسيري، راشد الشمراني                                         |
| 2019        | سريع سريع                      | فايز المالكي، حسن عسيري، راشد الشمراني                                         |
| 2019        | عناقيد                         | خالد صقر، إلهام علي، ميلا الزهراني، ريما العلي، محمد القس، هند محمد، شمعة محمد |
| 2021        | عندما يكتمل القمر الجزء الثاني | ريم عبد الله، فيصل العميري، محمد الطويان، ميلا الزهراني                        |

## وصلات خارجية
- إيمان الغربي
- إيمان الغربي - إسنتغرام